# 電磁材料研究所
公益財団法人電磁材料研究所（でんじざいりょうけんきゅうしょ、英:Research Institute for Electromagnetic Materials、英略:DENJIKEN）は、宮城県富谷市にある内閣府所管の公益財団法人。2011年7月1日に、公益法人制度改革に基づいて公益認定され、財団法人電気磁気材料研究所より改称。2018年1月に、宮城県仙台市太白区八木山南より、現在地に移転。

## アウトライン
- 学会や地元では「電磁研」と略称されており、この略称での認知度が高い。

- 東北大学金属材料研究所において、電磁研創設メンバーでもある本多光太郎や増本量などにより、KS鋼およびセンダストなどの世界的発明が次々と発表された。これら材料を用いたデバイスの研究を行うために、電磁研の前身である財団法人航空計器材料試作研究所が、文部省所轄の東北帝国大学外郭団体として、戦前の1944年(昭和19年)に設立された。設立直後に戦災と敗戦により解体される危機に曝されたが、関係者の尽力により再建が図られ、1945年(昭和20年)12月に財団法人電気磁気材料研究所と改称・存続することになった。

- 2011年7月1日に、公益法人制度改革に基づいて内閣総理大臣によって公益認定され、財団法人から公益財団法人化。これに伴い、日本語名称を電磁材料研究所へ、英語名称をResearch Institute for Electric and Magnetic MaterialsからResearch Institute for Electromagnetic Materialsに改称。英語略称は「RIEEM」としていたが、最近では「DENJIKEN」でも海外で通用するようになっている。

## 研究分野
設立当初の研究分野は、上記の通りKS鋼・新KS鋼・センダストなどの応用研究であったが、改称後当初の研究分野は、戦後の平和産業の振興に貢献するための精密機器用特殊金属材料の開発研究であった。中心となった材料は、増本量らが発明した時計用ヒゲゼンマイや動力用ゼンマイ用のエリンバーもしくはインバー材料であり、わが国の時計・計量器などの高精度化および産業の発展に大きく貢献した。これらの材料は半世紀過ぎた今日もまだ主要な精密機器用材料として多方面に利用されている。
- その他、数々のバルク材料の発明で一時代を築いており、ビデオデッキやカセットデッキ用の硬質磁気ヘッド材料、Fe-Pt系磁石材料など、実は今日の産業や研究の基盤となる発明を果たしており、これらの発展に古くから大きく寄与している。

- 長い歴史の中で、材料の磁性を巧みに用いた合金の成果が特に良く知られているが、電気抵抗材料・半導体材料・誘電材料などの電気材料、レーザーや太陽電池用光学材料など、世に出した成果は多岐に渡っている。

- これまでに独自に開発してきた金属材料の受注生産や加工業務などは、現在でも保有する工場(素形材開発施設)で取り扱っている。

平成期に入り、「小さな機能材料・デバイスから豊かな社会を！」のキャッチフレーズの下で、従来の溶融製造法によるバルク材料とは異なる気相凝縮法を用いた高機能性薄膜とそれを用いた次世代電子デバイス部品の独創的開発研究を開始した。
- 近年では、アモルファス軟磁性薄膜、ナノグラニュラー薄膜材料の発明・開発およびそれを用いた次世代磁気センサに関する基礎研究、および抵抗値の温度係数がほぼ0ながら大きなゲージ率を有する電気抵抗体薄膜および歪みセンサの開発を行う活動が有名である。

## 概要
- 主な目的：電気材料・磁気材料・光学材料およびその応用に関する研究
- 設立：1944年（昭和19年）
- 代表者：理事長　早稲田嘉夫
- 本部所在地：宮城県富谷市成田九丁目5の1

## 組織
法人本部
- 研究開発事業部(研究開発グループ)： 基礎研究部門（新機能材料創生部門、デバイス用高機能材料開発部門、および次世代デバイス開発部門の3部門、デバイス開発施設および素形材開発施設の2施設、ならびに事業支援室から構成）
- 事務部：総務および財務

## 沿革
- 1944年10月  文部省所管財団法人 航空計器材料試作研究所として東北帝国大学金属材料研究所(現・東北大学金属材料研究所)内に設立。
- 1945年02月  仙台市東三番丁に移転。
- 1945年07月  仙台大空襲にて全建物・設備を焼失。
- 1945年12月  名称を電気磁気材料研究所に改める。
- 1947年10月  石原寅次郎理事が第二代理事長に就任。
- 1950年04月  増本量専務理事が第三代理事長に就任。
- 1955年03月  恒弾性合金「エルコロイ」および高弾性合金「ダイヤフレックス」を発明。
- 1958年07月  恒弾性合金「コエリンバー」を用いた時計用ゼンマイを開発。
- 1958年12月  仙台市東八番丁に本館・研究室・試作工場等9棟を新築し、東三番丁より移転。
- 1960年04月  組織規定を制定。研究部、試作部、および事務部の3部体制となる。
- 1970年06月  磁気録音再生用軟質磁性合金「ハードパーム」を発明。
- 1974年08月  仙台市太白区八木山南二丁目1の1に旧研究所の新築着工。
- 1975年04月  吸振合金「ジェンタロイ」を発明。
- 1976年02月  東八番丁より仙台市太白区八木山南に移転。
- 1976年09月  アモルファス軟磁性合金「アモメット」を発明。
- 1978年05月  松島研究分室を設置。
- 1979年03月  恒電気抵抗合金「パラシル」を発明。
- 1980年04月  高温用恒弾性合金「ハイテリンバー」および高弾性合金「パワフロイ」を発明。財団法人 金属工業研究所を併合。
- 1981年04月  永久磁石合金「プラチロン」を発明。
- 1987年08月  廣根徳太郎理事が第四代理事長に就任。
- 1990年10月  神田英蔵理事が第五代理事長に就任。
- 1991年09月  中赤外レーザ用固溶半導体を発明。
- 1992年10月  超微粒子膜を用いた高感度ガスセンサーの開発(微粒子の製造法を実施)。
- 1993年06月  増本剛専務理事が第六代理事長に就任。
- 1994年04月  クリーンルームを設置し、薄膜デバイスの研究を開始。
- 1994年03月  ナノグラニュラー軟磁性薄膜を発明。
- 1995年04月  附置研究所、事業本部、および事務部の3部体制に改組。
- 1996年04月  増本健理事が附置研究所所長に就任。
- 1996年10月  日本学術振興会未来開拓学術研究推進事業に参加(3件)。
- 1997年09月  薄膜磁界センサ「GIGS」を発明。
- 2000年02月  感温感圧複合センサを発明。
- 2003年11月  ３次元地磁気センサを利用した「磁北方位検出方式」を発明。
- 2004年07月  新クリーンルームを所内に設置。
- 2009年04月  増本健附置研究所所長が研究フェローに、荒井賢一理事が研究担当専務理事に就任。
- 2009年07月  増本健研究フェローが第七代理事長に就任。
- 2009年09月  法人本部の下に研究開発事業部、事業支援室、および事務部の新3部体制に改組。
- 2011年07月  公益認定を受け、公益財団法人電磁材料研究所に改称。
- 2014年07月  トンネル磁気誘電効果(TMD効果)の発見[1][2]。
- 2014年09月  エリンバー・インバー特性を同時に示す不感磁性鉄系合金（Fe-Mn系）の発明[3]。
- 2015年06月  荒井賢一専務理事が第八代理事長に就任。
- 2016年09月  透明強磁性体を発明[4][5]。
- 2018年01月   仙台市太白区八木山南より現在地に移転[6]。
- 2018年03月  巨大ファラデー効果(従来の40倍)を示す薄膜材料の発明[7][8]。
- 2023年06月  早稲田嘉夫理事が第九代理事長に就任。

## 関連人物
- 本多光太郎（初代理事長、初代東北大学金属材料研究所長、第6代東北大学総長）
- 石原寅次郎（第2代理事長、第2代東北大学金属材料研究所長）
- 増本量（第3代理事長、第6代東北大学金属材料研究所長）
- 広根徳太郎（第4代理事長、第8代東北大学金属材料研究所長、元山形大学学長）
- 神田英蔵（第5代理事長、第9代東北大学金属材料研究所長）
- 増本剛（第6代理事長、元会長、元理事）
- 増本健（第7代理事長、第15代東北大学金属材料研究所長）
- 荒井賢一（第8代理事長、東北大学名誉教授）
- 早稲田嘉夫（第9代理事長、初代東北大学多元物質科学研究所所長）
- 熊谷岱蔵（設立時会長、第7代東北大学総長）
- 岩崎俊一（元評議員、元東北大学電気通信研究所所長、東北工業大学理事長）
- 藤森啓安（元評議員、元理事および顧問、第17代東北大学金属材料研究所長）
- 佐川眞人（現評議員）